# 永遠の風
「永遠の風」（とわのかぜ）は、クラシカル・クロスオーバーを基軸にジャンルを超えて歌う歌手、綾乃ひびきの2枚目のシングル。2005年7月2日にプライベートレーベルであるT&Pパートナーズよりリリースされた。

## 概要
2004年の初頭に出会った新井満の「千の風になって」に大きな啓発を受けた綾乃ひびき自身が、新井の許諾のもとにセルフプロデュースしたマキシシングルのタイトル曲。島根県にある高齢者のための看取りの施設でのコンサートがその音楽活動の原点とされる綾乃が、「千の風になって」のアンサーソング（返歌）として生み出した作品。
先に旅立った「死者」からのメッセージを受けて、「生きている私たち」が、大切な人の「死」を通じて「生きる」ことを見つめる新たな形の癒しの曲として、綾乃ひびき自らが作詞。その熱い想いに共振したヒーリング系アーティスト達が結集し、作曲・編曲・演奏に参加。ひとつのプロジェクトとして世に放たれた作品。

## CD詳細
- リリース - 2005年7月2日
- ジャンル - ヒーリング／ニューエイジ／イージーリスニング
- 収録曲
  - 1. 千の風になって 日本語詞・作曲：新井満 編曲：渡辺雅二
  - 2. 永遠（とわ）の風 作詞：綾乃ひびき 作・編曲：渡辺雅二
- 演奏時間 - 1. 5分17秒 2. 8分25秒
- 発売元 - T&Pパートナーズ（プライベートレーベル）
- 販売元 - バウンディ DDCZ-1138
- プロデュース - 綾乃ひびき
- 綾乃ひびき その他の作品 - ことだまの女神（2003年12月）／こころ音1〜童謡・唱歌音景色〜（2007年6月）／こころ音2〜童謡・唱歌音景色〜（2007年9月）